# Michał Kropiwnicki
Michał Kropiwnicki (Kropidnicki) herbu Jelita – podsędek bracławski w 1618 roku, miecznik bracławski w 1612 roku, sekretarz królewski w 1637 roku.
Żonaty z Anną Hołowińską. Był wyznawcą prawosławia.
Poseł województwa bracławskiego na sejm zwyczajny 1613 roku. Poseł na sejm warszawski 1626 roku z województwa bracławskiego. Poseł na sejm zwyczajny 1629 roku z województwa bracławskiego. Był członkiem konfederacji generalnej zawiązanej 16 lipca 1632 roku. Poseł na sejm konwokacyjny 1632 roku z województwa bracławskiego. Poseł na sejm koronacyjny 1633 roku, sejm nadzwyczajny 1635 roku.